# E. Lloyd Sheldon
E. Lloyd Sheldon (27 de maio de 1886 – 24 de janeiro de 1957) foi um roteirista norte-americano, produtor cinematográfico e editor de filme. Nascido em Springfield, Massachusetts, ele escreveu 43 filmes entre 1916 e 1942, também produziu 19 filmes entre 1927 e 1939. Sheldon faleceu em Los Angeles, Califórnia.

## Filmografia selecionada
- The Forbidden Path (1918)
- When a Woman Sins (1918)
- The White Moll (1920)
- Bride 13 (1920)
- The Half-Way Girl (1925)
- Aloma of the South Seas (1926)
- Children of Divorce (1927)
- Underworld (1927)
- Ladies of the Mob (1928)
- City Streets (1931)
- Death Takes a Holiday (1934)
- The Last Outpost (1935)
- Hands Across the Table (1935)
- The Milky Way (1936)